# Domenico Berardi
Domenico Berardi (Cariati, 1 augustus 1994) is een Italiaans voetballer die doorgaans als vleugelaanvaller speelt. Hij stroomde in 2011 door vanuit de jeugd van US Sassuolo. Berardi debuteerde in 2018 in het Italiaans voetbalelftal.

## Clubcarrière
Berardi debuteerde op 27 augustus 2012 in het eerste van US Sassuolo tijdens een met 0-3 gewonnen wedstrijd in en tegen Cesena. Hij kreeg een basisplaats en werd na 70 minuten naar de kant gehaald. Een week later maakte hij zijn eerste doelpunt voor US Sassuolo, thuis tegen Crotone. Op 26 oktober maakte hij het enige doelpunt van de wedstrijd tegen Juve Stabia. Op 10 november scoorde hij de 2-0 tegen Novara, dat degradeerde uit de Serie A. Berardi maakte op 12 januari 2014 vier doelpunten tijdens een 4-3-overwinning thuis tegen AC Milan. Drie van zijn goals vormden een zuivere hattrick.
Sassuolo was tot 25 juni 2015 gedeeld eigenaar van Berardi. De andere helft van zijn transferrechten lagen bij Juventus. De club uit Turijn verkocht die dag voor €10.000.000,- haar 50% aan Sassuolo, maar bedong het recht om hem op een later tijdstip voor €18.000.000,- te mogen kopen.

## Clubstatistieken
| Seizoen     | Club        | Competitie  | Competitie | Competitie | Competitie | Beker | Beker | Beker | Europa | Europa | Europa | Totaal | Totaal | Totaal |
| Seizoen     | Club        | Competitie  | Wed.       | Dlp.       | Ass.       | Wed.  | Dlp.  | Ass.  | Wed.   | Dlp.   | Ass.   | Wed.   | Dlp.   | Ass.   |
| ----------- | ----------- | ----------- | ---------- | ---------- | ---------- | ----- | ----- | ----- | ------ | ------ | ------ | ------ | ------ | ------ |
| 2012/13     | US Sassuolo | Serie B     | 37         | 11         | 6          | 2     | 0     | 0     | —      | —      | —      | 39     | 11     | 6      |
| 2013/14     | US Sassuolo | Serie A     | 29         | 16         | 6          | 1     | 0     | 0     | —      | —      | —      | 30     | 16     | 6      |
| 2014/15     | US Sassuolo | Serie A     | 32         | 15         | 11         | 2     | 0     | 2     | —      | —      | —      | 34     | 15     | 13     |
| 2015/16     | US Sassuolo | Serie A     | 29         | 7          | 6          | 2     | 0     | 1     | —      | —      | —      | 31     | 7      | 7      |
| 2016/17     | US Sassuolo | Serie A     | 21         | 5          | 10         | 0     | 0     | 0     | 4      | 5      | 1      | 25     | 10     | 11     |
| 2017/18     | US Sassuolo | Serie A     | 31         | 4          | 2          | 2     | 1     | 0     | —      | —      | —      | 33     | 5      | 2      |
| 2018/19     | US Sassuolo | Serie A     | 35         | 8          | 3          | 2     | 2     | 1     | —      | —      | —      | 37     | 10     | 4      |
| 2019/20     | US Sassuolo | Serie A     | 31         | 14         | 10         | 1     | 0     | 0     | —      | —      | —      | 32     | 14     | 10     |
| 2020/21     | US Sassuolo | Serie A     | 30         | 17         | 8          | 0     | 0     | 0     | —      | —      | —      | 30     | 17     | 8      |
| 2021/22     | US Sassuolo | Serie A     | 23         | 10         | 12         | 1     | 0     | 0     | —      | —      | —      | 24     | 10     | 12     |
| Club Totaal | Club Totaal | Club Totaal | 298        | 107        | 74         | 13    | 3     | 4     | 4      | 5      | 1      | 315    | 115    | 79     |
| TOTAAL      | TOTAAL      | TOTAAL      | 298        | 107        | 74         | 13    | 3     | 4     | 4      | 5      | 1      | 315    | 115    | 79     |

Bijgewerkt t/m 7 juni 2021 

## Interlandcarrière
Berardi maakte deel uit van verschillende Italiaanse nationale jeugdelftallen. Hij debuteerde op 1 juni 2018 in het Italiaans voetbalelftal, tijdens een met 3–1 verloren oefeninterland in en tegen tegen Frankrijk.

## Erelijst
| Kampioen Serie B | 1x | 2012/13 |

| Competitie | Winnaar | Winnaar | Runner-up | Runner-up | Derde  | Derde  |
| Competitie | Aantal  | Jaren   | Aantal    | Jaren     | Aantal | Jaren  |
| Italië     | Italië  | Italië  | Italië    | Italië    | Italië | Italië |
| ---------- | ------- | ------- | --------- | --------- | ------ | ------ |
| EK voetbal | 1x      | 2020    |           |           |        |        |

1 Russo ·
2 Missori ·
3 Doig ·
7 Volpato ·
8 Ghion ·
9 Mulattieri ·
10 Berardi ·
11 Boloca ·
12 Satalino ·
14 Obiang ·
15 Pieragnolo ·
17 Paz ·
19 Romagna ·
20 Lovato ·
23 Toljan ·
24 Moro ·
25 D'Andrea ·
26 Odenthal ·
28 Antiste ·
29 Caligara ·
31 Moldovan ·
35 Lipani ·
40 Iannoni ·
42 Thorstvedt ·
45 Laurienté ·
47 Consigli  ·
55 Kumi ·
77 Pierini ·
80 Muharemović ·
Coach: Grosso
· Keeperstrainer: Orlandoni
1 Sirigu ·
2 Di Lorenzo ·
3 Chiellini  ·
4 Spinazzola ·
5 Locatelli ·
6 Verratti ·
7 Castrovilli ·
8 Jorginho ·
9 Belotti ·
10 Insigne ·
11 Berardi ·
12 Pessina ·
13 Emerson ·
14 Chiesa ·
15 Acerbi ·
16 Cristante ·
17 Immobile ·
18 Barella ·
19 Bonucci ·
20 Bernardeschi ·
21 Donnarumma ·
22 Raspadori ·
23 Bastoni ·
24 Florenzi ·
25 Tolói ·
26 Meret ·
Coach: Mancini